# Madame de Sévigné (film)
Pour l’article homonyme, voir Madame de Sévigné pour la marquise de Sévigné.
Pour plus de détails, voir Fiche technique et Distribution.
Madame de Sévigné est un film français réalisé par Isabelle Brocard.
Présenté au festival d'Angoulême en 2023, le film est sorti au cinéma le 28 février 2024.
Ce drame historique dépeint la vie de l'épistolière française Madame de Sévigné, pionnière du féminisme, et en particulier sa correspondance avec sa fille Françoise.

## Synopsis
Au milieu du XVIIe siècle, Madame de Sévigné aspire à ce que sa fille Françoise devienne une femme brillante et autonome, à l’image d’elle-même.
Cependant, plus la marquise s’efforce de contrôler le futur de sa fille, plus cette dernière lui résiste. Pour les deux femmes, c'est le début d'une relation aussi fusionnelle que tumultueuse.
De leur opposition va naître une œuvre majeure de la littérature française.

## Fiche technique
Sauf indication contraire, les informations mentionnées dans cette section peuvent être confirmées par les bases de données cinématographiques IMDb et Allociné,  présentes dans la section « Liens externes ».
- Titre original : Madame de Sévigné
- Réalisation : Isabelle Brocard
- Scénario : Isabelle Brocard et Yves Thomas
- Musique : Florencia Di Concilio
- Montage : Camille Delprat et Géraldine Mangenot
- Costumes : Anaïs Romand
- Photographie : Georges Lechaptois
- Production : Michaël Gentile
- Sociétés de production : The Film ; coproduit par Orange Studio, France 3 Cinéma, Ad Vitam et Auvergne-Rhône-Alpes Cinéma
- Sociétés de distribution : Orange Studio / Ad Vitam (France), A-Z Films (Québec)
- Pays de production :  France
- Langue originale : français
- Format : couleur — 2,39:1 — son 5.1
- Genre : drame historique
- Durée : 92 minutes
- Dates de sortie :
  - France : 26 août 2023 (Festival du film francophone d'Angoulême)[3] ; 28 février 2024 (sortie nationale)

## Distribution
- Karin Viard : Marie de Rabutin-Chantal, marquise de Sévigné
- Ana Girardot : Françoise de Sévigné, comtesse de Grignan, fille de Madame de Sévigné
- Cédric Kahn : Monsieur de Grignan
- Noémie Lvovsky : Madame de La Fayette
- Robin Renucci : Monsieur de La Rochefoucauld
- Antoine Prud'homme de la Boussinière : Charles de Sévigné, fils de Madame de Sévigné
- Cyrille Mairesse : "la petite personne"
- Alain Libolt : le cardinal de Retz
- Laurent Grévill : Bussy-Rabutin
- Sava Lolov : Monsieur de Pomponne
- Benjamin Wangermee : Louis XIV
- Garance Desmichelle : Marie-Thérèse d'Autriche
- Hyam Zaytoun : Madame Scarron
- Niseema Theillaud : Mademoiselle de Scudéry

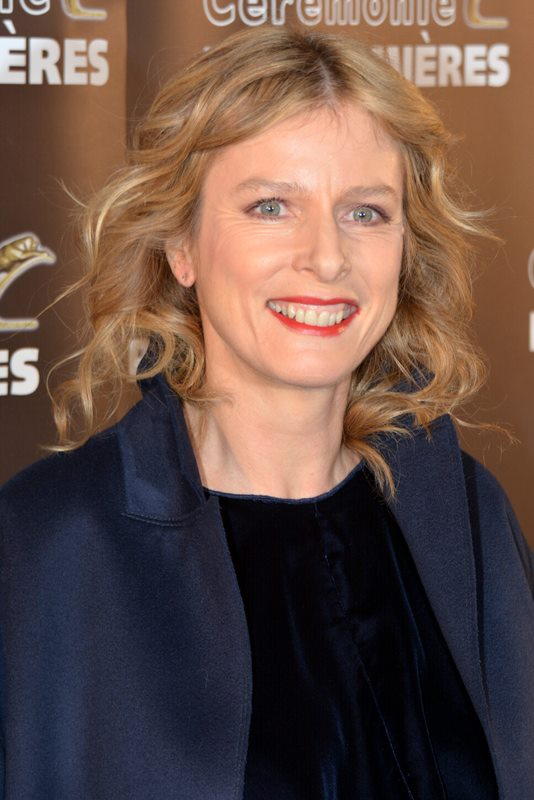
Karin Viard (Madame de Sévigné).
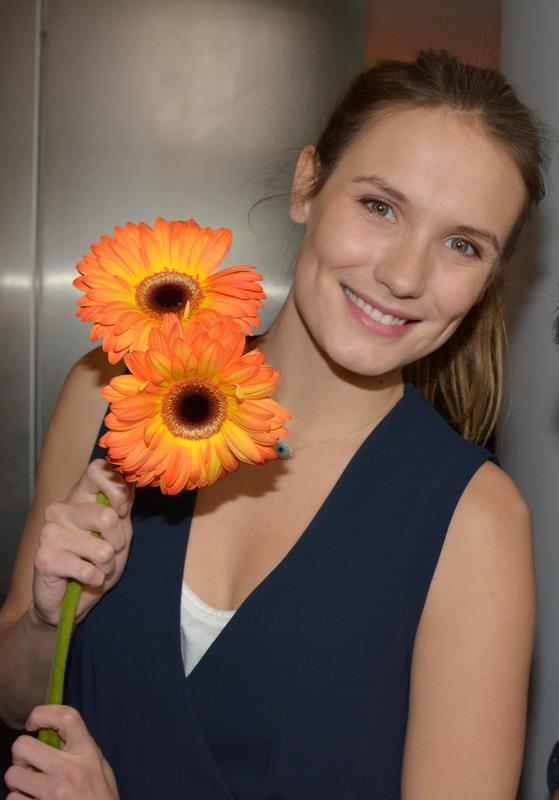
Ana Girardot (Françoise).
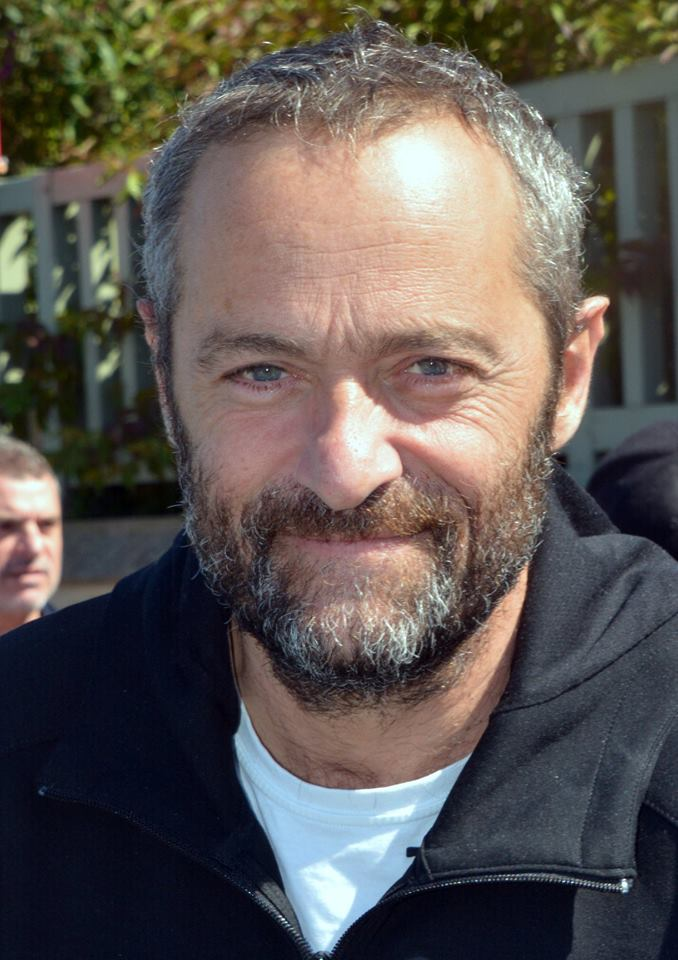
Cédric Kahn (Comte de Grignan).
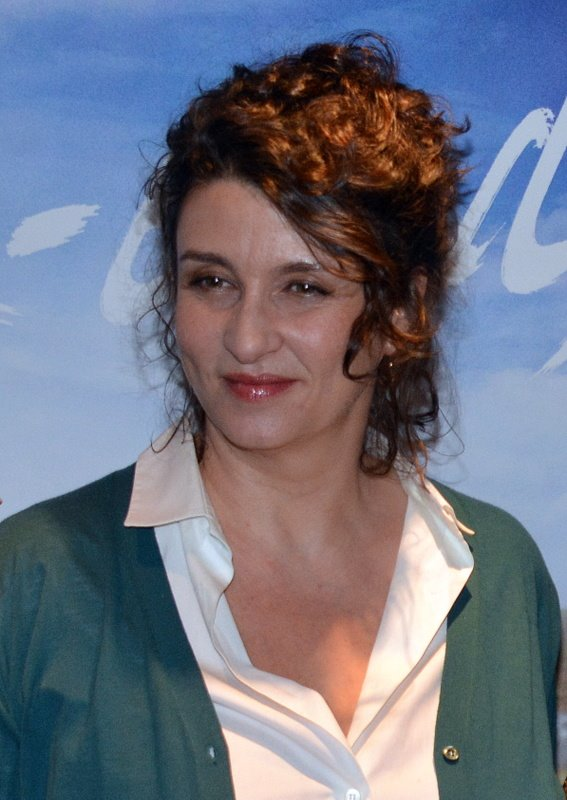
Noémie Lvovsky (Madame de La Fayette).

## Production

### Genèse et développement

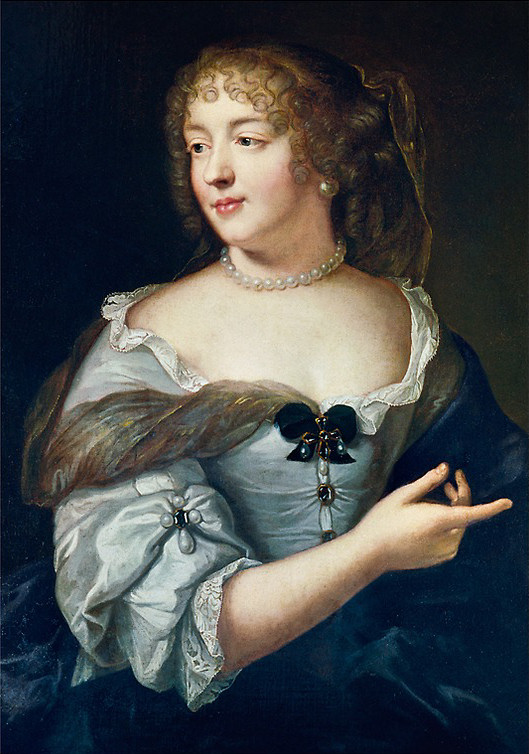
Portrait de Marie de Rabutin-Chantal, dite Madame de Sévigné.

Le film est basé sur la correspondance qu'a entretenue Madame de Sévigné avec sa fille Françoise, comtesse de Grignan, et dont les lettres font partie des œuvres les plus étudiées de la littérature française,.
Le film raconte comment Madame de Sévigné a insisté pour que sa fille ne devienne pas une simple courtisane, l’empêchant de devenir la maîtresse du roi Louis XIV, et les répercussions que cela a engendré.

Il montre par ailleurs l'influence que ses lettres vont avoir dans la vie de la célèbre écrivaine. Selon l'actrice Karine Viard. le film décrit notamment : 

« comment une femme comme Madame de Sévigné, une marquise donc, devient écrivaine à travers les lettres qu'elle écrit à sa fille, qui sont pleines de poésie, de lyrisme, de fougue. C'est l'éclosion d'une écrivaine, l'affirmation d'une femme et tout cela est très contemporain. »

Dans la même lignée, la réalisatrice Isabelle Brocard confirme que l'objectif du film était également de questionner l'époque actuelle à travers la vie de cette célèbre épistolière :

« L'idée n'était pas du tout de faire un film d'époque pour s'empêtrer dans quelque chose qui aurait un peu senti la naphtaline. Non, au contraire, c'est vraiment faire résonner des questions modernes, c'est-à-dire l'indépendance des femmes, la possibilité qu'elles ont ou pas de choisir cette indépendance. »

### Attribution des rôles
Dans le film, Madame de Sévigné est interprétée par l'actrice Karin Viard. Interviewée à ce sujet, l'actrice indique avoir été emballée par le rôle. Elle déclare : « C'était une femme féministe à un siècle où les femmes n'avaient aucune liberté ». Elle ajoute: 

« J'aime cette femme pour son féminisme, sa modernité. C'est quelqu'un qui se bat pour son indépendance et a une fille qui est tout son contraire. Elle est sous l'emprise d'un homme plutôt dépensier, coureur de jupons et elle pense qu'elle n'a pas le choix en tant que femme que de le supporter,. »

La fille de Madame de Sévigné, Françoise, est incarnée par Ana Girardot, tandis que Noémie Lvovsky joue le rôle de Madame de La Fayette.

### Tournage

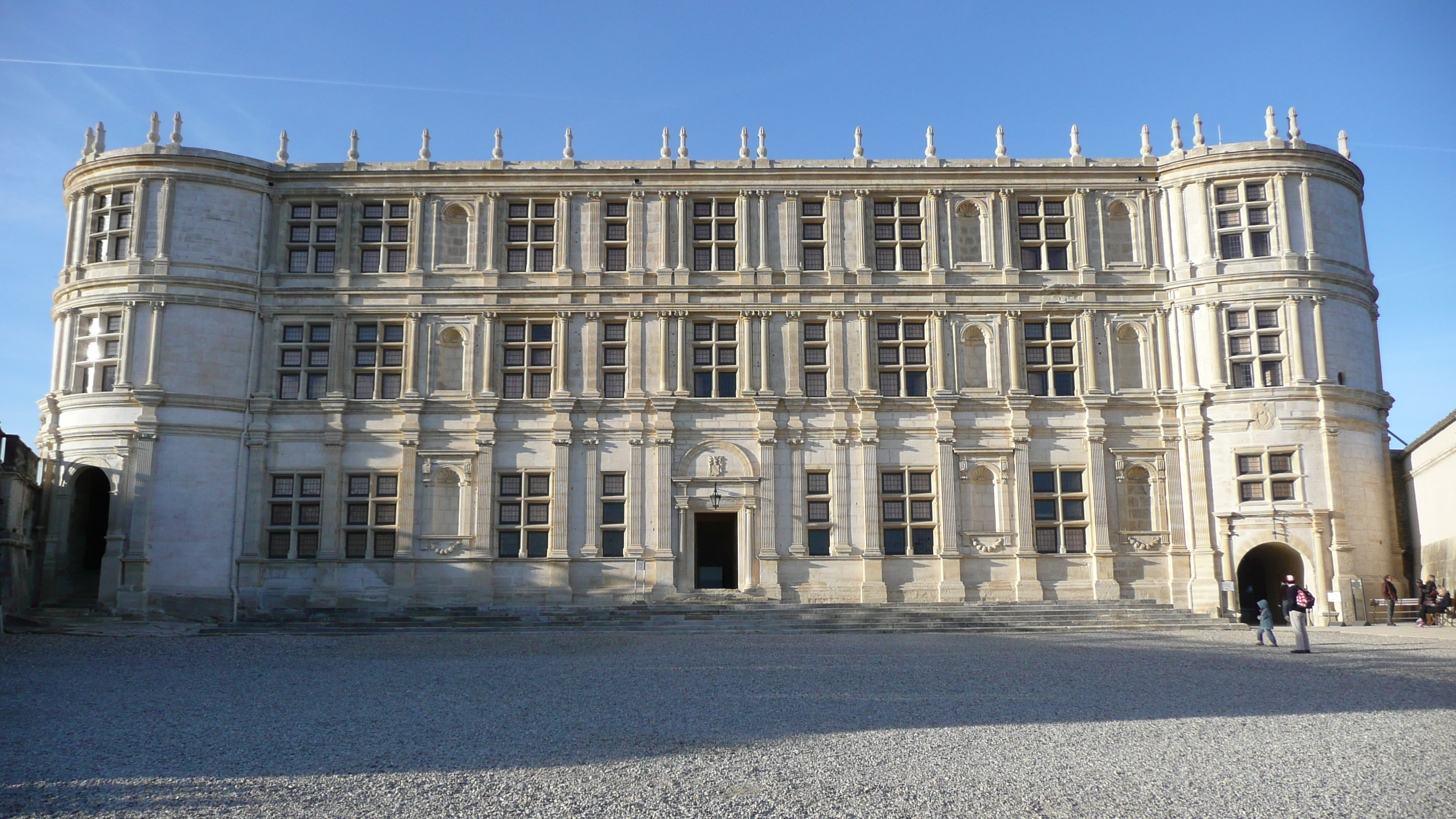
Façade Renaissance du château de Grignan.

Plusieurs scènes du film ont été tournées au château de Grignan dans la Drôme, où la marquise de Sévigné s'est rendue à plusieurs occasions afin de voir sa fille Françoise, qui était mariée à François Adhémar de Monteil de Grignan.

Selon la réalisatrice Isabelle Brocard, ce choix s'explique cependant plus par l'ambiance particulière du château que par la volonté de replacer les acteurs dans le décor d'origine. Elle explique : 

« Le château de Grignan a été complètement reconstruit, un peu à l'identique au XXe siècle donc ce n'était pas une histoire d'âme ou d'autre chose. C'était plutôt la lumière du sud, cette espèce de minéralité de ce château. Il y avait quelque chose, qui, pour moi, devait se raconter là. »

D'autres séquences ont également été tournées au château de Suze-la-Rousse ainsi qu'à Cornillon-sur-l'Oule,, au Château de Fléchères dans l'Ain (salon de Madame de La Fayette), en région parisienne, dans les Hauts-de-France et en Bourgogne.

## Sortie et accueil

### Date de sortie
Le film est sorti en salles le 28 février 2024.

### Accueil critique
La journaliste Laurence Houot de France Télévisions dresse une critique plutôt positive du film.
Elle note que celui-ci « dessine avec finesse l'amour passionnel et extravagant d'une mère pour sa fille », tout en donnant un aperçu du « contexte historique et social de cette moitié du XVIIe siècle ».
Elle regrette cependant que la dimension littéraire soit un peu laissée de côté dans le film avec une mise en scène qui « relègue l'acte d'écriture à des décors, à des accessoires, et une voix ».
Elle loue en revanche la qualité de l’interprétation, en particulier de Karine Viard « surprenante dans le rôle d’une femme complexe » et d’Ana Girardot qu’elle trouve « pétillante ».